# Ness of Burgi
Ness of Burgi är en halvö i Storbritannien.   Den ligger i kommunen Shetlandsöarna och riksdelen Skottland, i den norra delen av landet, 900 km norr om huvudstaden London. Ness of Burgi ligger på ön Mainland.